# Phenyo Mongala
Phenyo Mongala (född 10 juni 1985) är en botswansk fotbollsspelare som för närvarande spelar för CS Don Bosco i Kongo-Kinshasa.